# Tribo Ethnos
Tribo Ethnos é um movimento musical-filosófico que se iniciou em 1990, em João Pessoa, como um grupo que almejava fazer arte se utilizando de diversas linguagens artísticas com ênfase na música e dança, tendo como pensamento principal uma arte que defenda o humanismo. A priori suas influências foram marcadas pelo hip hop, rock, world music e new age. No decorrer de 20 anos, a Tribo passou a adotar e respeitar todos os estilos, fazendo experimentos musicais, visuais, gestuais e adotando outras formas de fazer arte. Hoje fazem parte desse grupo músicos, poetas, escritores, dançarinos, artistas plásticos, atores, filósofos e cientistas.
O grupo tem como expressões principais a música e a dança, mas também se utilizam de outras linguagens artísticas, como literatura, fotografia, artes gráficas e artes plásticas, moda (indumentária e figurino), quadrinhos etc. Utilizam-se tanto de elementos populares como eruditos, assim como elementos da cultura de outros países e de várias regiões do Brasil.
Em maio de 2009 realizaram o campeonato nacional de duplas "Extreme Jampa". Atualmente estão ensaiando o espetáculo de dança "Ethnotron – Ghetto Experiment" e dirigindo as gravações do projeto "Triballo – O Conselho das Tribos e dos Clãs", com previsão de serem apresentados no segundo semestre de 2010, em comemoração aos 20 anos do grupo.

## Colaboradores ao longo da sua história
- Vant - Baixo e Direção Geral
- Izzah - Soprano e Dança
- Esmeraldo Marques - Smell - Guitarra e Arranjos
- Ruh Skjebne - Barítono e Arte Digital
- Bia - Mezzo-soprano
- Hadas - Baixo-barítono
- Fbi - Iconoplasta
- Leska - Soprano e percussão
- Kazzy - Tenor e dança
- Lavie - Mezzo-soprano e dança
- Tina - Dança
- Kris - Dança
- Kallám - Barítono
- Andre Calazans - Cello e fotografia
- Mazuky - Dança e serigrafia
- Ratto - Tenor e violão
- Valdinho - Barítono e percussão
- Igor - Barítono e dança
- Edie - Contrabaixo
- Salomon - Poeta e produção
- Ayleen Vant - Nova geração
- Bárbara Cabral - Soprano
- Elisa Leão - Mezzo-soprano
- Irece Cavalcante - Contralto
- Lêda Vieira - Soprano
- Ottoni Melo - Baixo-profundo
- Paulão - Baixo-barítono
- Renie Rimah - Mezzo-soprano
- Soraia Bandeira - Soprano
- Tatye - Soprano
- Zé gotinha - Tenor
- Hélio - Co-letrista
- Angel - Violino
- Magno Job - Viola
- Guga - Berimbau-gunga
- Fabrício - Berimbau-viola
- Marcello - Violão
- Leo Noronha - Teclados
- Dj Adailton - Samples e scratding
- Dj Dinarte - Beats e samplings
- Carlinhos - Pandeirão
- Dona Xica - Apoio e cafezinhos
- Coro de Câmara Villa-Lobos - Coral
- Didier Guigue - Músico, arranjador, apoio
- Hermano Viana - antropólogo, escritor e produtor

2ª Fase (inclusão)
- Fabiano Córdula - Tenor, percussão e produção
- krica - Contralto e percussão
- Abraão - Tenor e percussão
- Sara - Contralto e berimbau
- ? - Contrabaixo
- ? - Bateria
- ? - Percussão
- ? - Tenor
- Kelly - Soprano
- ? - Contralto
- ? - Sax

3ª Fase (inclusão)
4ª Fase (inclusão)
-fonte: Encarte CD MEDDROOAAVON - por Fabiano Córdula Dias

## Produção artística

### Discografia
- Conflictdasmarées, gravado em 1994 e lançado em 1995
- Meddrooaavon, gravado em 1996 e lançado em 2000[4]

### Musicais
- Homens do Concreto, em 1991
- Nahuxa, em 1993
- Urbanus Hip-Hópera, em 1994 (remontado em 2001 e 2002)